# 마티아스 베시노
마티아스 베시노 팔레로(Matías Vecino Falero, 1991년 8월 24일, 카넬로네스 ~ )는 세리에 A의 라치오에서 뛰는 우루과이의 축구 선수이다. 2013년 9월 26일 인테르나치오날레를 상대로 세리에 A 데뷔전을 치렀다.

## 국가대표팀 경력
베시노는 2011년 CONMEBOL 청소년 축구 선수권 대회와 2011년 FIFA U-20 월드컵에 우루과이 U-20 팀 소속으로 출전했다. 그는 런던에서 열린 2012년 하계 올림픽 예선전에서 우루과이 대표팀으로 참가하여 득점을 하였다.